# Бегонте
Бегонте (гал. Begonte, ісп. Begonte) — муніципалітет в Іспанії, у складі автономної спільноти Галісія, у провінції Луго. Населення — 3475 осіб (2009).
Муніципалітет розташований на відстані близько 450 км на північний захід від Мадрида, 16 км на північний захід від Луго.
Муніципалітет складається з таких паррокій: Баамонде, Бальдомар, Бегонте, Боведа, Карраль, О-Кастро, Даміль, Дональбай, Фельміль, Гайбор, Ільян, Сааведра, Сан-Фіс-де-Сердейрас, Сан-Мартіньйо-де-Пасіос, Сан-Вісенте-де-Пена, Санталья-де-Пена, Тробо, Уріс, Віріс.

## Демографія
Динаміка населення (INE ):

## Галерея зображень

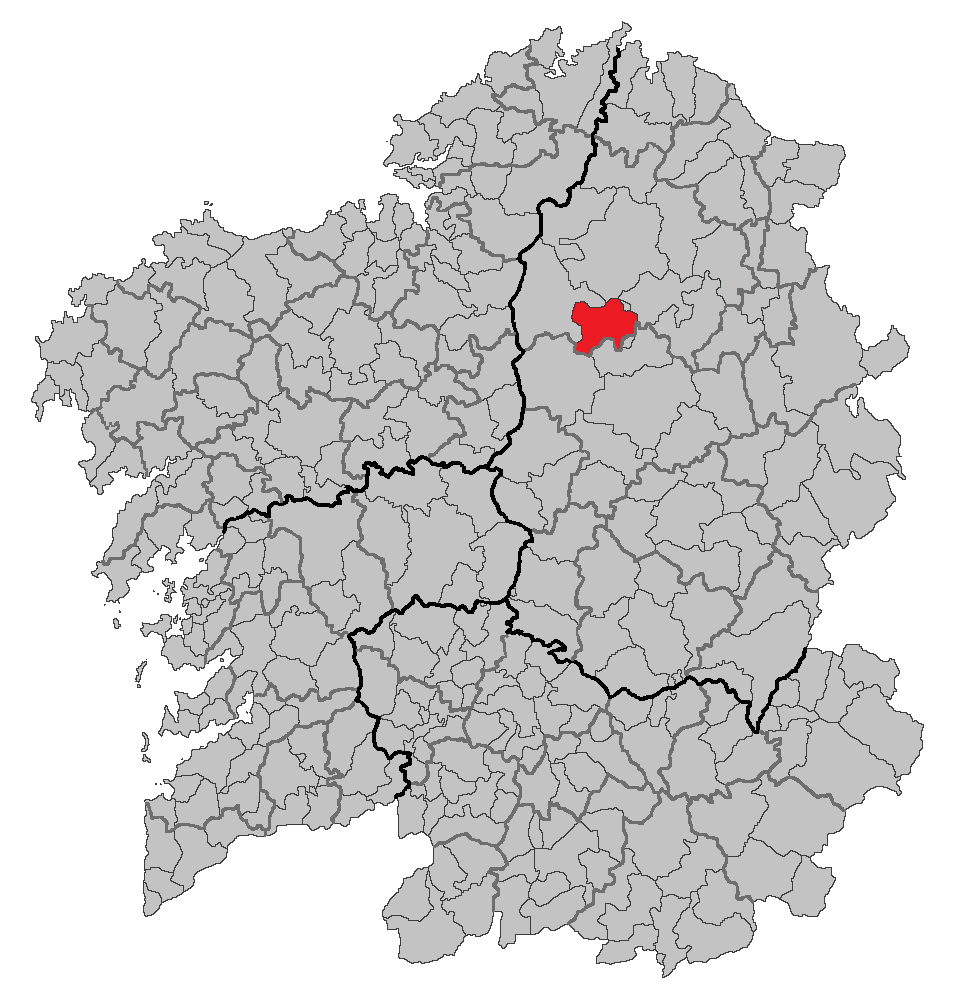
Розташування муніципалітету

## Парафії
Муніципалітет складається з таких парафій: 

## Релігія
Бегонте входить до складу Лугоської діоцезії Католицької церкви.